# Блощицеві
Блощицеві (Cimicidae) — родина паразитичних клопів (Heteroptera), які живляться кров'ю теплокровних тварин. Включає близько 90 видів. Більшість з них харчуються на кажанах і птахах. Деякі види паразитують на людині.

## Поширення
Блощиці поширені по всьому світу. В Європі трапляються 7 видів з родів Cimex та Cacodmus. Вид Cimex lectularius має космополічне поширення. У промислово розвинутих країнах чисельність постільних клопів значно зменшилася порівняно з попередніми століттями. Однак вид тут аж ніяк не вимер і продовжує з'являтися час від часу. Оскільки клопи живуть у схованці вдень, люди їх майже не помічають. Приблизно з 1980 року частота інвазії постільних клопів знову зростає в усьому світі. Це пояснюється поширенням, спричиненим частішими авіаперельотами, що сприяє постійним новим інфікуванням.

## Опис
Ці клопи мають невеликі, сильно сплощені, яйцеподібні або круглі тіла, завдовжкивід 4 до 12 мм. Тіло має здатність значно набрякати після прийому їжі; тоді він також може потемніти. Їхня голова забезпечена розширеним антекліпеусом (anteclypeus ), складається з кількох оматидієв і опуклими складними очима з боків, але немає простих очей. Ротовий апарат характеризується короткою передротовою порожниною.
Передньоспинка має сильно увігнутий передній край і сильно розширені та закруглені бічні краї. Передня пара крил (геміелітри) згорнута у вигляді нефункціональних щитків, що тягнуться максимум до другого тергіта черевця, тоді як задні крила повністю відсутні. Метаторакс оснащений запаховими залозами з непарними ємностями та додатковою залозою. Їхній секрет виходить у борозенки на метаплеврах. Крім того, пахучі залози є на передніх краях четвертого, п’ятого та шостого сегментів черевця. Черевні дихальця зустрічаються лише на стеритах другого-сьомого сегментів; вони відсутні на сегменті основи. Самці мають семилопатеві насінники та асиметричні геніталії з пігофором , розташованим апікально на черевці, та перетинчастою веною, включеною в ліву парамеру, яка видозмінена на копулятивний орган. Самиці мають неглибокий яйцеклад і не мають сперматеки.

## Розмноження
Постільні клопи можуть відкладати до п’яти яєць на день, загалом за все життя – 500. Яйця молочно-білого кольору видно неозброєним оком, вони мають розмір приблизно 1 міліметр. Яйце дозріває приблизно через один-два тижні і з’являється німфа, яка відразу починає харчуватися. Клоп проходить п'ять різних німфальних стадій, перш ніж досягти дорослої стадії; під час кожної стадії клоп повинен харчуватися принаймні один раз, щоб мутувати до наступної стадії. При середній температурі в пташнику від вилуплення яйця до досягнення статевої зрілості, або дорослої стадії, проходить близько п'яти тижнів.

## Живлення
Постільні клопи зазвичай активні, починаючи з пізнього вечора, з піком активності приблизно за годину до світанку. Також, вони можуть спробувати годуватися в інший час дня. Вони досягають жертви, пересуваючись по поверхнях або навіть піднімаючись на стелю та падають на джерело їжі.
Приваблений теплом тіла та вуглекислим газом, який видихається під час дихання, постільний клоп перфорує шкіру ротовим апаратом, що утворений парою ніжньощелепних стилетів і парою верхньощелепних стилетів, які, будучи поруч, утворюють трубку та слинний канал. Через трубку у жертви клоп відсмоктує кров, а через канал вводить власну слину, яка містить речовини, що володіють антикоагулянтною та судинорозширювальною дією. Поживившись приблизно п'ять хвилин, клоп повертається у схованку. Укол можна відчути лише через кілька хвилин або навіть годин. Перший показник – бажання почухати уражене місце через реакцію організму на введені комахою речовини. 
Хоча клопи можуть обходитися без годування близько півтора років, зазвичай вони намагаються харчуватися кожні п’ять-десять днів. Клопи, які впали в своєрідну сплячку через нестачу їжі, можуть жити більше року, а добре вгодовані клопи живуть від шести до дев'яти місяців. Інвазії, що складаються з кількох особин, дуже важко виявити, і цілком можливо, що жертва не помітить цього на початковій стадії. Укуси постільних клопів, як правило, концентруються на відкритих частинах (обличчі, руках, руках, ногах, ступнях), утворюючи лінії або групи.

## Класифікація
- Підродина Afrociminae
  - Рід Afrocimex
- Підродина Cimicinae
  - Рід Bertilia
  - Рід Cimex
  - Рід Oeciacus[2]
  - Рід Paracimex
  - Рід Propicimex
- Підродина Cacodminae
  - Рід Aphrania
  - Рід Cacodomus
  - Рід Crassicimex
  - Рід Leptocimex
  - Рід Loxaspis
  - Рід Stricticimex
- Підродина Haematosiphoninae
  - Рід Caminicimex
  - Рід Cimexopsis
  - Рід Haematosiphon
  - Рід Hesperocimex
  - Рід Ornithocoris
  - Рід Psitticimex
  - Рід Synxenoderus
- Підродина Latrocimicinae
  - Рід Latrocimex
- Підродина Primicimicinae
  - Рід Bucimex
  - Рід Primicimex